# Rivalités dans le football en Bretagne
 (février 2024).
- Si vous ne connaissez pas le sujet, laissez ce bandeau (vous pouvez alors contacter les auteurs).
- Si vous supprimez le contenu mis en cause (vous pouvez préalablement contacter les auteurs),

argumentez précisément cette suppression dans la page de discussion
(un manque de référence n'est pas un argument ; une recherche réelle de référence doit avoir été effectuée, être formellement documentée).
 (octobre 2023).
Le Derby de Bretagne, Derby de la Bretagne, Derby breton ou toute autre appellation en fonction du département ou de la zone géographique où il se joue, désigne la rencontre entre deux clubs de football bretons, aussi qualifiée de rivalité[réf. nécessaire].
En raison de la grande popularité du football en Bretagne, ce derby s'est joué en Division 1 puis en Ligue 1 à plusieurs reprises, notamment entre le FC Nantes, le Stade rennais FC, le Stade brestois 29, l'EA Guingamp et le FC Lorient. De nombreux derbys sont régulièrement disputés en Ligue 2 et dans les échelons inférieurs, notamment en National et en National 2.

## Histoire du football en Bretagne
De la première édition du championnat de France professionnel en 1932-1933 jusqu'à la saison 2023-2024, la région bretonne compte 171 saisons cumulées de présence en première division réparties en 4 clubs. Le Stade rennais FC compte 67 saisons, le FC Nantes en compte 56, le Stade brestois 29 en compte 18, le FC Lorient en compte 17 et l'EA Guingamp en compte 13. Cependant, seul le FC Nantes a déjà remporté un titre de champion de France, avec huit titres au total entre 1965 et 2001.
| \| Stade rennais FC EA Guingamp Stade brestois 29 FC Lorient US Concarneau US Saint-Malo Stade briochin Dinan Léhon FC Nantes Châteaubriant SC Locminé \| |
| Stade rennais FC EA Guingamp Stade brestois 29 FC Lorient US Concarneau US Saint-Malo Stade briochin Dinan Léhon FC Nantes Châteaubriant SC Locminé       |

### Débuts (1901-1932)

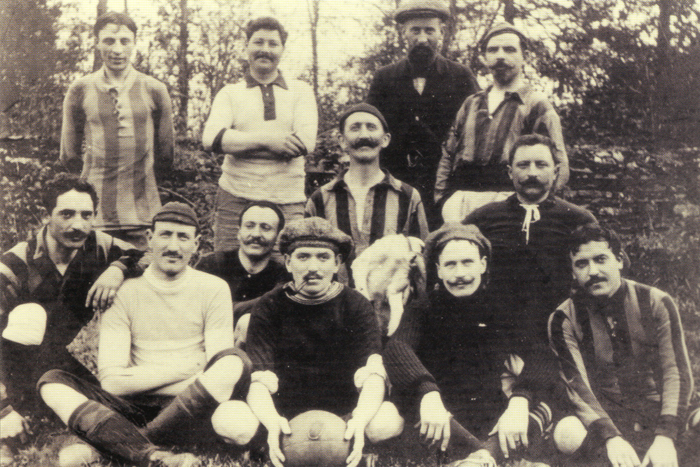
L'équipe première du Stade rennais en 1904

En Bretagne, le football est popularisé tout à la fin du XIXe siècle par des Anglais établis à Jersey qui l'introduisent à Saint-Brieuc et dans la région de Saint-Malo peu avant 1900.
En 1901 est fondé le Stade rennais, alors que le football prend progressivement son essor en Bretagne, après s'être largement diffusé en région parisienne, en Normandie et en Nord-Picardie. À l'époque il existait un autre club basé à Rennes: le Football Club Rennais, contre qui le Stade rennais joue son premier match, perdu 6-0. En avril 1902 la pratique du football s'organise en Bretagne avec la création du comité régional de l'Union des sociétés françaises de sports athlétiques (USFSA). Le premier vainqueur est le FC Rennais, puis l'édition suivante voit le triomphe du Stade rennais. L'année suivante, les deux clubs rennais fusionnent et forment le Stade rennais université-club (SRUC).
L'US Saint-Servan est fondé en 1902. Basé à Saint-Malo, C'est à l'époque un club composé majoritairement de joueurs britanniques qui s'avère être un redoutable rival pour le club rennais. En effet, sur les onze titres de champion de Bretagne USFSA mis en jeux entre 1903 et 1914, huit sont remportés par l'US Saint-Servan, contre seulement trois pour le Stade rennais.
En 1905, le Stade quimpérois est fondé. Il remporte trois titres de champion de Bretagne, en 1924, 1926, et 1928.
L'USFSA n'a pas l'exclusivité du football en Bretagne comme partout ailleurs en France. Ainsi, la FGSPF qui fédère les patronages catholiques est particulièrement puissante en Bretagne. Nombre de clubs sont issus de ces patros : La Tour-d'Auvergne de Rennes, les Cadets de Bretagne, les Korrigans de Vannes, le Stade Charles-de-Blois de Guingamp ou l'Armoricaine de Brest (aujourd'hui Stade brestois), notamment.
La Grande Guerre met le football entre parenthèses dès 1914, et le Stade rennais porte le coup de grâce au Comité de Bretagne de l'USFSA en juin 1918. Le club rennais décide de quitter l'USFSA et de former une ligue indépendante : la LOFA. Cette décision fut prise à l'occasion de l'assemblée générale du Stade rennais le 23 juin 1918.

### Période moderne (1945 à nos jours)
| Club                   | Période                           | Nombre de saisons en Ligue 1 / Division 1 | Nombre de saisons en Ligue 2 / Division 2 | Division Actuelle |
| ---------------------- | --------------------------------- | ----------------------------------------- | ----------------------------------------- | ----------------- |
| Stade rennais FC       | depuis 1932                       | 67                                        | 19                                        | L1                |
| FC Nantes              | depuis 1945                       | 56                                        | 23                                        | L1                |
| EA Guingamp            | depuis 1984                       | 13                                        | 31                                        | L2                |
| FC Lorient             | 1967-1977, 1989-1991, depuis 1995 | 17                                        | 27                                        | L1                |
| Stade brestois 29      | 1979-1991, depuis 2004            | 18                                        | 25                                        | L1                |
| Quimper Kerfeunteun FC | 1983-1990                         | 0                                         | 18                                        | R1                |
| Vannes OC              | 2008-2013                         | 0                                         | 3                                         | N3                |
| Stade briochin         | 1993-1997                         | 0                                         | 4                                         | N2                |
| US Saint-Malo          | 1933-1935                         | 0                                         | 3                                         | N2                |
| RC Ancenis             | 1991-1993                         | 0                                         | 2                                         | R2                |
| US Concarneau          | depuis 2023                       | 0                                         | 1                                         | L2                |

## Derby de Bretagne

### Rivalité entre Rennes et Nantes
Bien que Nantes, ne soit plus administrativement en Bretagne, le match opposant le Stade rennais au FC Nantes est souvent appelé le Derby breton. C'est cette question de l'appartenance de Nantes à la Bretagne qui est à l'origine de cette rivalité entre les deux villes depuis l'après guerre. La ville de Rennes étant la capitale actuelle de la Bretagne alors que Nantes est la plus grande ville actuelle de l'ancien duché de Bretagne,.
|                       | Matchs | Victoires de Rennes | Matchs nuls | Victoires de Nantes | Buts pour Rennes | Buts pour Nantes |
| --------------------- | ------ | ------------------- | ----------- | ------------------- | ---------------- | ---------------- |
| Ligue 1 (Division 1)  | 85     | 27                  | 23          | 35                  | 97               | 109              |
| Ligue 2 (Division 2)  | 8      | 5                   | 2           | 1                   | 20               | 11               |
| Coupe de France       | 8      | 2                   | 0           | 6                   | 8                | 20               |
| Coupe de la Ligue     | 2      | 1                   | 0           | 1                   | 4                | 5                |
| Trophée des Champions | 1      | 0                   | 0           | 1                   | 2                | 4                |
| Total                 | 104    | 35                  | 25          | 44                  | 131              | 149              |

Joueurs marquants
Certains joueurs ont marqué cette rivalité en étant l'image du club qu'ils représentent et en attisant cette rivalité. Frédéric Da Rocha et Lucas Deaux du côté nantais ont ouvertement critiqué le Stade Rennais dans la presse. Sur le terrain, certaines performances ont marqué l'histoire de ce derby comme le triplé d'Ousmane Dembélé en une mi-temps, ainsi que le but de Raphinha pour donner la victoire au Stade Rennais après 8 minutes de temps additionnel.  A l'inverse, Philippe Gondet, Philippe Levavasseur et Bernard Blanchet ont chacun inscrit un triplé contre le Stade Rennais. Ce dernier est le meilleur buteur nantais dans ces derbys avec 12 réalisations, devant Gondet (8 buts) tandis que les meilleurs buteurs rennais José Caiero, Daniel Rodighieiro et Giovanni Pellegrini ont chacun inscrits 5 buts. Les deux seuls joueurs à avoir inscrits des buts pour les deux équipes sont Jocelyn Gourvennec et Christophe Le Roux.

### Rivalité entre Rennes et Lorient
Le FC Lorient et le Stade rennais FC ont passé dix-neuve saisons ensemble, dont onze d'affilée en Ligue 1 de 2006-2007 à 2016-2017.
La rivalité entre les deux clubs n'est pas une mésentente malsaine entre supporters, mais plutôt une amitié cordiale entre deux clubs de Ligue 1. Les deux clubs ont pour but de porter les couleurs de la Bretagne, sans qu'il y ait de lutte pour une suprématie régionale. Cependant, la rivalité régionale existe.
Il existe également une « vieille rancœur » entre les deux clubs, avec le départ de Christian Gourcuff, entraîneur de Lorient parti à Rennes puis revenu à Lorient.
| #  | Date              | Compétition                             | Lieu                         | Résultat       | Buteur(s) pour Rennes                                                | Buteur(s) pour Lorient           | Spectateurs   | Réf.    |
| -- | ----------------- | --------------------------------------- | ---------------------------- | -------------- | -------------------------------------------------------------------- | -------------------------------- | ------------- | ------- |
| 1  | 15 décembre 1946  | Coupe de France (5e tour)               | Stade de la route de Lorient | SRUC 3 - 1 FCL | Caillebotte 13e (csc) · Mansat 68e 71e                               | Le Hay 30e                       | 2 650         | Rapport |
| 2  | 14 décembre 1975  | Division 2 (17e journée)                | Stade de la route de Lorient | SRFC 2 - 0 FCL | Cougé 11e · Simon 39e                                                |                                  | 10 077        | Rapport |
| 3  | 22 mai 1976       | Division 2 (33e journée)                | Stade du Moustoir            | FCL 1 - 2 SRFC | Delamontagne 9e · Guermeur 33e                                       | Resola 56e                       | 13 346        | Rapport |
| 4  | 12 mars 1977      | Coupe de France (1/32 de finale aller)  | Stade du Moustoir            | FCL 2 - 0 SRFC |                                                                      | Bigot 31e · Goraguer 75e         | 10 304        | Rapport |
| 5  | 19 mars 1977      | Coupe de France (1/32 de finale retour) | Stade de la route de Lorient | SRFC 1 - 0 FCL | Richard 46e                                                          |                                  | 7 243         | Rapport |
| 6  | 10 octobre 1987   | Division 2 (13e journée)                | Stade du Moustoir            | FCL 0 - 0 SRFC |                                                                      |                                  | 7 048         | Rapport |
| 7  | 6 avril 1988      | Division 2 (29e journée)                | Stade de la route de Lorient | SRFC 1 - 0 FCL | van den Boogaard 70e                                                 |                                  | 7 479         | Rapport |
| 8  | 22 juillet 1989   | Division 2 (1er journée)                | Stade de la route de Lorient | SRFC 4 - 1 FCL | Delamontagne 34e 81e · Turban 89e · van den Boogaard 90e (pen.)      | Le Tallec 18e                    | 8 106         | Rapport |
| 9  | 5 mai 1990        | Division 2 (34e journée)                | Stade du Moustoir            | FCL 0 - 2 SRFC | Denis 72e · Cano 90e                                                 |                                  | 8 371         | Rapport |
| 10 | 24 octobre 1992   | Division 2 (12e journée)                | Stade du Moustoir            | FCL 1 - 4 SRFC | Musisi 7e · Gourvennec 47e 54e · Farh 90e                            | Touré 30e                        | 3 239         | Rapport |
| 11 | 3 avril 1993      | Division 2 (28e journée)                | Stade de la route de Lorient | SRFC 1 - 1 FCL | Darbelet 12e                                                         | Granon 89e                       | 3 680         | Rapport |
| 12 | 24 octobre 1998   | Division 1 (10e journée)                | Stade de la route de Lorient | SRFC 1 - 0 FCL | Nonda 11e                                                            |                                  | 17 834        | Rapport |
| 13 | 10 mars 1999      | Division 1 (26e journée)                | Stade du Moustoir            | FCL 1 - 1 SRFC | Nonda 71e                                                            | Sommeil 56e (csc)                | 12 634        | Rapport |
| 14 | 3 mars 2000       | Coupe de France (1/8 de finale)         | Stade de la route de Lorient | SRFC 3 - 2 FCL | Diatta 17e · Sommeil 23e · Diatta 89e                                | Darcheville 5e · Malm 62e        | 12 562        | Rapport |
| 15 | 8 septembre 2001  | Division 1 (6e journée)                 | Stade de la route de Lorient | SRFC 1 - 1 FCL | Chapuis 59e                                                          | Bouard 77e                       | 19 550        | Rapport |
| 16 | 19 janvier 2002   | Coupe de France (1/16 de finale)        | Stade de la route de Lorient | SRFC 1 - 2 FCL | Piquionne 11e                                                        | Bedrossian 19e · Darcheville 83e | 19 550        | Rapport |
| 17 | 23 janvier 2002   | Division 1 (22e journée)                | Stade du Moustoir            | FCL 2 - 0 SRFC |                                                                      | Feindouno 4e · Martini 74e       | 19 550        | Rapport |
| 18 | 3 mars 2002       | Coupe de la Ligue (Demi-finale)         | Stade du Moustoir            | FCL 1 - 0 SRFC |                                                                      | Darcheville 65e                  | 11 638        | Rapport |
| 19 | 23 décembre 2006  | Ligue 1 (19e journée)                   | Stade du Moustoir            | FCL 0 - 0 SRFC |                                                                      |                                  | 15 618        | Rapport |
| 20 | 19 mai 2007       | Ligue 1 (37e journée)                   | Stade de la route de Lorient | SRFC 4 - 1 FCL | Melchiot 1re · Cheyrou 51e · Utaka 77e · Jeunechamp 88e              | Ewolo 23e                        | 29 425        | Rapport |
| 21 | 16 septembre 2007 | Ligue 1 (8e journée)                    | Stade du Moustoir            | FCL 0 - 1 SRFC | Didot 35e                                                            |                                  | 13 674        | Rapport |
| 22 | 2 février 2008    | Coupe de France (1/16 de finale)        | Stade du Moustoir            | FCL 0 - 0 SRFC |                                                                      |                                  | 11 661        | Rapport |
| 23 | 23 février 2008   | Ligue 1 (26e journée)                   | Stade de la route de Lorient | SRFC 2 - 0 FCL | Briand 43e · Leroy 64e                                               |                                  | 24 633        | Rapport |
| 24 | 20 décembre 2008  | Ligue 1 (19e journée)                   | Stade du Moustoir            | FCL 1 - 2 SRFC | Gyan 75e · Sow 81e                                                   | Morel 45+1e                      | 14 366        | Rapport |
| 25 | 4 mars 2009       | Coupe de France (1/8 de finale)         | Stade de la route de Lorient | SRFC 3 - 0 FCL | Briand 24e · Danzé 30e · Kembo Ekoko 90e                             |                                  | 14 650        | Rapport |
| 26 | 23 mai 2009       | Ligue 1 (37e journée)                   | Stade de la route de Lorient | SRFC 3 - 1 FCL | Sow 41e · Fanni 45e · Kembo Ekoko 82e                                | Vahirua 78e                      | 27 728        | Rapport |
| 27 | 5 décembre 2009   | Ligue 1 (16e journée)                   | Stade de la route de Lorient | SRFC 1 - 0 FCL | Sow 3e                                                               |                                  | 24 459        | Rapport |
| 28 | 10 avril 2010     | Ligue 1 (32e journée)                   | Stade du Moustoir            | FCL 1 - 1 SRFC | Danzé 42e                                                            | Diarra 13e                       | 15 103        | Rapport |
| 29 | 27 novembre 2010  | Ligue 1 (15e journée)                   | Stade du Moustoir            | FCL 2 - 0 SRFC |                                                                      | Romao 61e · Morel 86e            | 15 369        | Rapport |
| 30 | 16 avril 2011     | Ligue 1 (31e journée)                   | Stade de la route de Lorient | SRFC 1 - 2 FCL | Dalmat 23e                                                           | Gameiro 51e · Coquelin 62e       | 28 261        | Rapport |
| 31 | 16 octobre 2011   | Ligue 1 (10e journée)                   | Stade de la route de Lorient | SRFC 2 - 0 FCL | Kembo Ekoko 10e · Pitroipa 63e (pen.)                                |                                  | 18 502        | Rapport |
| 32 | 4 mars 2012       | Ligue 1 (26e journée)                   | Stade du Moustoir            | FCL 0 - 2 SRFC | Pitroipa 41e · Hadji 79e                                             |                                  | 15 310        | Rapport |
| 33 | 16 septembre 2012 | Ligue 1 (5e journée)                    | Stade de la route de Lorient | SRFC 1 - 2 FCL | Pitroipa 71e                                                         | Traoré 23e 43e                   | 20 548        | Rapport |
| 34 | 2 février 2013    | Ligue 1 (23e journée)                   | Stade du Moustoir            | FCL 2 - 2 SRFC | Erdinç 56e · Ngando 90+1e                                            | Jouffre 31e · Aliadière 80e      | 17 203        | Rapport |
| 35 | 7 décembre 2013   | Ligue 1 (17e journée)                   | Stade du Moustoir            | FCL 2 - 0 SRFC |                                                                      | Jouffre 7e (pen.) 87e            | 14 027        | Rapport |
| 36 | 26 avril 2014     | Ligue 1 (35e journée)                   | Stade de la route de Lorient | SRFC 1 - 1 FCL | Ntep 73e                                                             | Traoré 17e                       | 23 069        | Rapport |
| 37 | 7 novembre 2014   | Ligue 1 (13e journée)                   | Stade de la route de Lorient | SRFC 1 - 0 FCL | Henrique 89e                                                         |                                  | 18 390        | Rapport |
| 38 | 4 avril 2015      | Ligue 1 (31e journée)                   | Stade du Moustoir            | FCL 0 - 3 SRFC | Mexer 17e · Armand 43e · Doucouré 50e                                |                                  | 14 711        | Rapport |
| 39 | 24 octobre 2015   | Ligue 1 (11e journée)                   | Stade du Moustoir            | FCL 1 - 1 SRFC | Grosicki 68e                                                         | Guerreiro 25e                    | 14 492        | Rapport |
| 40 | 9 janvier 2016    | Ligue 1 (20e journée)                   | Roazhon Park                 | SRFC 2 - 2 FCL | Dembélé 35e · Boga 41e                                               | Diagne 4e (csc) · Waris 22e      | 26 936        | Rapport |
| 41 | 26 octobre 2016   | Coupe de la Ligue (1/16 de finale)      | Roazhon Park                 | SRFC 3 - 2 FCL | Henrique 16e 90+5e · Saïd 87e                                        | Waris 56e (pen.) · Lautoa 90+3e  | 27 239        | Rapport |
| 42 | 29 novembre 2016  | Ligue 1 (15e journée)                   | Stade du Moustoir            | FCL 2 - 1 SRFC | Sio 32e                                                              | Ciani 28e · Waris 46e            | 10 082        | Rapport |
| 43 | 25 février 2017   | Ligue 1 (27e journée)                   | Roazhon Park                 | SRFC 1 - 0 FCL | Sio 19e                                                              |                                  | 25 791        | Rapport |
| 44 | 20 décembre 2020  | Ligue 1 (16e journée)                   | Stade du Moustoir            | FCL 0 - 3 SRFC | Da Silva 23e · Bourigeaud 70e · Terrier 76e                          |                                  | 0 (huis clos) | Rapport |
| 45 | 3 février 2021    | Ligue 1 (23e journée)                   | Roazhon Park                 | SRFC 1 - 1 FCL | Terrier 14e                                                          | Boisgard 83e                     | 0 (huis clos) | Rapport |
| 46 | 28 novembre 2021  | Ligue 1 (15e journée)                   | Stade du Moustoir            | FCL 0 - 2 SRFC | Laborde 74e · Doku 77e                                               |                                  | 16 321        | Rapport |
| 47 | 18 décembre 2021  | Coupe de France (1/32 de finale)        | Roazhon Park                 | SRFC 1 - 0 FCL | Omari 21e                                                            |                                  | 19 636        | Rapport |
| 48 | 24 avril 2022     | Ligue 1 (34e journée)                   | Roazhon Park                 | SRFC 5 - 0 FCL | Bourigeaud 16e · Terrier 18e · Traoré 46e · Tait 78e · Laborde 90+2e |                                  | 28 384        | Rapport |
| 49 | 7 août 2022       | Ligue 1 (1er journée)                   | Roazhon Park                 | SRFC 0 - 1 FCL |                                                                      | Theate 64e (csc)                 | 28 177        | Rapport |
| 50 | 28 janvier 2023   | Ligue 1 (20e journée)                   | Stade du Moustoir            | FCL 2 - 1 SRFC | Tait 72e                                                             | Talbi 12e · Le Bris 30e          | 16 782        | Rapport |
| 51 | 22 octobre 2023   | Ligue 1 (9e journée)                    | Stade du Moustoir            | FCL 2 - 1 SRFC | Blas 21e                                                             | Omari 3e (csc) · Touré 45+2e     | 16 711        | Rapport |
| 52 | 3 mars 2024       | Ligue 1 (24e journée)                   | Roazhon Park                 | SRFC 1 - 2 FCL | Gouiri 90+4e                                                         | Bamba 60e · Kroupi 90e           | 28 615        | Rapport |
| 53 | 24 août 2025      | Ligue 1 (2e journée)                    | Stade du Moustoir            | FCL - SRFC     |                                                                      |                                  |               | Rapport |
| 54 | 25 janvier 2026   | Ligue 1 (19e journée)                   | Roazhon Park                 | SRFC - FCL     |                                                                      |                                  |               | Rapport |

### Rivalité entre Rennes et Brest
Le Stade rennais FC et le Stade brestois 29 ont passé quinze saisons ensemble.
La rivalité entre les deux clubs est plutôt une amitié cordiale entre deux clubs de Ligue 1 contrairement avec la rivalité Rennes Nantes et Brest Guingamp . Les deux clubs ont pour but de porter les couleurs de la Bretagne, sans qu'il y ait de lutte pour une suprématie régionale.
| #  | Date              | Compétition                      | Lieu                         | Résultat      | Buteur(s) pour Rennes                                                         | Buteur(s) pour Brest                                                      | Spectateurs   | Réf.    |
| -- | ----------------- | -------------------------------- | ---------------------------- | ------------- | ----------------------------------------------------------------------------- | ------------------------------------------------------------------------- | ------------- | ------- |
| 1  | 3 décembre 1922   | Coupe de France (1/32 de finale) | Stade de l'Armoricaine       | SB 1 - 3 SRUC | nc                                                                            | nc                                                                        | nc            | Rapport |
| 2  | 9 octobre 1932    | Coupe de France (2e tour)        | Stade de l'Armoricaine       | SB 3 - 6 SRUC | Kaiser · Dominique · Leprince                                                 | nc                                                                        | nc            | Rapport |
| 3  | 8 février 1970    | Coupe de France (1/32 de finale) | Stade de Penvillers          | SRUC 5 - 1 SB | Lukić 18e 22e · Lenoir 49e 66e 87e                                            | Perrot 45e                                                                | 17 993        | Rapport |
| 4  | 31 octobre 1975   | Division 2 (11e journée)         | Stade de l'Armoricaine       | SB 0 - 6 SRFC | Pokou 21e · Poli 43e · Dell'Oste 57e · Simon 58e · Guermeur 75e · Bernard 81e |                                                                           | 15 000        | Rapport |
| 5  | 11 avril 1976     | Division 2 (27e journée)         | Stade de la route de lorient | SRFC 6 - 1 SB | Delamontagne 40e 72e · Wilim 48e 73e (pen.) 82e 84e                           | Bouricot 59e                                                              | 5 250         | Rapport |
| 6  | 26 novembre 1977  | Division 2 (16e journée)         | Stade de l'Armoricaine       | SB 0 - 1 SRFC | Orhant 86e                                                                    |                                                                           | 4 695         | Rapport |
| 7  | 6 mai 1978        | Division 2 (32e journée)         | Stade de la route de lorient | SRFC 4 - 0 SB | Sprečo 4e · Bernard 34e 57e · Rabier 81e                                      |                                                                           | 1 794         | Rapport |
| 8  | 28 octobre 1978   | Division 2 (12e journée)         | Stade de la route de lorient | SRFC 1 - 2 SB | Thoirain 79e                                                                  | Letemahulu 60e · Martet 77e                                               | 20 473        | Rapport |
| 9  | 7 avril 1979      | Division 2 (28e journée)         | Stade de l'Armoricaine       | SB 2 - 0 SRFC |                                                                               | Martet 31e · Letemahulu 55e                                               | 11 261        | Rapport |
| 10 | 6 septembre 1980  | Division 2 (5e journée)          | Stade de la route de lorient | SRFC 1 - 1 SB | Živaljević 85e (pen.)                                                         | Martet 15e                                                                | 9 028         | Rapport |
| 11 | 24 janvier 1981   | Division 2 (21e journée)         | Stade de l'Armoricaine       | SB 0 - 1 SRFC | Llorens 45e                                                                   |                                                                           | 10 228        | Rapport |
| 12 | 10 septembre 1983 | Division 1 (6e journée)          | Stade de la route de lorient | SRFC 1 - 1 SB | Charrier 65e                                                                  | N'Jo Léa 41e                                                              | 22 288        | Rapport |
| 13 | 4 février 1984    | Division 1 (26e journée)         | Stade Francis-Le Blé         | SB 1 - 1 SRFC | Vésir 25e                                                                     | Maroc 80e (pen.)                                                          | 14 711        | Rapport |
| 14 | 20 septembre 1985 | Division 1 (12e journée)         | Stade de la route de lorient | SRFC 0 - 4 SB |                                                                               | Bernardet 36e · Mariini 59e · Buscher 71e 85e                             | 17 509        | Rapport |
| 15 | 11 mars 1986      | Division 1 (30e journée)         | Stade Francis-Le Blé         | SB 2 - 1 SRFC | Le Goff 32e                                                                   | Mariini 59e · Buscher 75e                                                 | 12 088        | Rapport |
| 16 | 11 novembre 1986  | Division 1 (17e journée)         | Stade Francis-Le Blé         | SB 2 - 1 SRFC | Christophe 85e                                                                | Buscher 24e 42e                                                           | 7 407         | Rapport |
| 17 | 15 mai 1987       | Division 1 (35e journée)         | Stade de la route de lorient | SRFC 0 - 2 SB |                                                                               | Buscher 35e · Guégan 51e                                                  | 2 856         | Rapport |
| 18 | 16 septembre 1988 | Division 2 (12e journée)         | Stade Francis-Le Blé         | SB 0 - 0 SRFC |                                                                               |                                                                           | 20 000        | Rapport |
| 19 | 18 mars 1989      | Division 2 (28e journée)         | Stade de la route de lorient | SRFC 2 - 2 SB | van den Boogaard 8e 23e                                                       | Cabañas 50e · Le Guen 72e                                                 | 20 805        | Rapport |
| 20 | 4 août 1990       | Division 1 (3e journée)          | Stade Francis-Le Blé         | SB 0 - 0 SRFC |                                                                               |                                                                           | 13 977        | Rapport |
| 21 | 23 décembre 1990  | Division 1 (21e journée)         | Stade de la route de lorient | SRFC 3 - 0 SB | Delamontagne 14e · Omam-Biyik 80e · Sénoussi 89e                              |                                                                           | 17 853        | Rapport |
| 22 | 7 janvier 2005    | Coupe de France (1/32 de finale) | Stade de la route de lorient | SRFC 1 - 0 SB | Morestin 120e (csc)                                                           |                                                                           | 4 500         | Rapport |
| 23 | 20 novembre 2010  | Ligue 1 (14e journée)            | Stade de la route de lorient | SRFC 2 - 1 SB | Kembo Ekoko 39e · Leroy 82e                                                   | Grougi 90+2e (pen.)                                                       | 28 879        | Rapport |
| 24 | 9 avril 2011      | Ligue 1 (30e journée)            | Stade Francis-Le Blé         | SB 2 - 0 SRFC |                                                                               | Roux 29e · Grougi 55e                                                     | 15 127        | Rapport |
| 25 | 10 décembre 2011  | Ligue 1 (17e journée)            | Stade de la route de lorient | SRFC 1 - 1 SB | Danzé 30e                                                                     | Roux 17e                                                                  | 20 275        | Rapport |
| 26 | 21 avril 2012     | Ligue 1 (33e journée)            | Stade Francis-Le Blé         | SB 0 - 1 SRFC | Féret 45+2e                                                                   |                                                                           | 14 391        | Rapport |
| 27 | 8 décembre 2012   | Ligue 1 (16e journée)            | Stade de la route de lorient | SRFC 2 - 2 SB | Féret 62e · Alessandrini 69e                                                  | Lesoimier 71e · Benschop 87e                                              | 18 871        | Rapport |
| 28 | 27 avril 2013     | Ligue 1 (34e journée)            | Stade Francis-Le Blé         | SB 0 - 2 SRFC | Doucouré 28e · Montaño 37e                                                    |                                                                           | 11 573        | Rapport |
| 29 | 6 janvier 2019    | Coupe de France (1/32 de finale) | Roazhon Park                 | SRFC 2 - 2 SB | Hunou 41e · Zeffane 49e                                                       | Charbonnier 24e 40e                                                       | 12 554        | Rapport |
| 30 | 14 septembre 2019 | Ligue 1 (5e journée)             | Stade Francis-Le Blé         | SB 0 - 0 SRFC |                                                                               |                                                                           | 14 937        | Rapport |
| 31 | 8 février 2020    | Ligue 1 (24e journée)            | Roazhon Park                 | SRFC 0 - 0 SB |                                                                               |                                                                           | 28 436        | Rapport |
| 32 | 31 octobre 2020   | Ligue 1 (9e journée)             | Roazhon Park                 | SRFC 2 - 1 SB | Da Silva 66e · Aguerd 70e                                                     | Honorat 57e                                                               | 0 (huis clos) | Rapport |
| 33 | 17 janvier 2021   | Ligue 1 (20e journée)            | Stade Francis-Le Blé         | SB 1 - 2 SRFC | Bourigeaud 7e · Grenier 77e (pen.)                                            | Honorat 4e                                                                | 0 (huis clos) | Rapport |
| 34 | 15 août 2021      | Ligue 1 (2e journée)             | Stade Francis-Le Blé         | SB 1 - 1 SRFC | Guirassy 84e                                                                  | Le Douaron 90+1e                                                          | 14 271        | Rapport |
| 35 | 6 février 2022    | Ligue 1 (23e journée)            | Roazhon Park                 | SRFC 2 - 0 SB | Laborde 19e · Terrier 89e                                                     |                                                                           | 25 409        | Rapport |
| 36 | 31 août 2022      | Ligue 1 (5e journée)             | Roazhon Park                 | SRFC 3 - 1 SB | Rodon 52e · Terrier 88e · Doué 90e                                            | Honorat 56e                                                               | 27 500        | Rapport |
| 37 | 3 juin 2023       | Ligue 1 (38e journée)            | Stade Francis-Le Blé         | SB 1 - 2 SRFC | Bourigeaud 14e 45+4e (pen.)                                                   | Belkebla 36e (pen.)                                                       | 15 143        | Rapport |
| 38 | 3 septembre 2023  | Ligue 1 (4e journée)             | Stade Francis-Le Blé         | SB 0 - 0 SRFC |                                                                               |                                                                           | 15 021        | Rapport |
| 39 | 28 avril 2024     | Ligue 1 (31e journée)            | Roazhon Park                 | SRFC 4 - 5 SB | Kalimuendo 4e 9e · Theate 68e · Terrier 79e                                   | Mounié 11e · Omari 47e (csc) · Satriano 54e · Camara 66e · Brassier 90+7e | 28 527        | Rapport |
| 40 | 19 octobre 2024   | Ligue 1 (8e journée)             | Stade Francis-Le Blé         | SB 1 - 1 SRFC | Jota 86e                                                                      | Del Castillo 54e (pen.)                                                   | 15 099        | Rapport |
| 41 | 18 janvier 2025   | Ligue 1 (18e journée)            | Roazhon Park                 | SRFC 1 - 2 SB | Blas 77e                                                                      | Magnetti 27e · Ajorque 73e                                                | 28 238        | Rapport |
| 42 | 14 décembre 2025  | Ligue 1 (16e journée)            | Roazhon Park                 | SRFC - SB     |                                                                               |                                                                           |               | Rapport |
| 43 | 5 avril 2026      | Ligue 1 (28e journée)            | Stade Francis-Le Blé         | SB - SRFC     |                                                                               |                                                                           |               | Rapport |

Bilan
|                      | Matchs | Victoires de Rennes | Matchs nuls | Victoires de Brest | Buts pour Rennes | Buts pour Brest |
| -------------------- | ------ | ------------------- | ----------- | ------------------ | ---------------- | --------------- |
| Ligue 1 (Division 1) | 13     | 5                   | 4           | 4                  | 21               | 20              |
| Ligue 2 (Division 2) | 5      | 2                   | 2           | 1                  | 14               | 6               |
| Coupe de France      | 3      | 2                   | 1           | 0                  | 8                | 3               |
| Total                | 21     | 9                   | 7           | 5                  | 43               | 29              |

|                      | Matchs | Victoires de Rennes | Matchs nuls | Victoires de Brest | Buts pour Rennes | Buts pour Brest |
| -------------------- | ------ | ------------------- | ----------- | ------------------ | ---------------- | --------------- |
| Ligue 1 (Division 1) | 13     | 4                   | 6           | 3                  | 12               | 11              |
| Ligue 2 (Division 2) | 5      | 3                   | 1           | 1                  | 8                | 2               |
| Coupe de France      | 2      | 2                   | 0           | 0                  | 9                | 4               |
| Total                | 20     | 9                   | 7           | 4                  | 29               | 17              |

|                      | Matchs | Victoires de Rennes | Matchs nuls | Victoires de Brest | Buts pour Rennes | Buts pour Brest |
| -------------------- | ------ | ------------------- | ----------- | ------------------ | ---------------- | --------------- |
| Ligue 1 (Division 1) | 26     | 9                   | 10          | 7                  | 33               | 31              |
| Ligue 2 (Division 2) | 10     | 5                   | 3           | 2                  | 22               | 8               |
| Coupe de France      | 5      | 4                   | 1           | 0                  | 17               | 7               |
| Total                | 41     | 18                  | 14          | 9                  | 72               | 46              |

### Rivalité entre Rennes et Guingamp: Le Celtico
Les deux clubs ont évolué 17 saisons ensemble, dont six d'affilée de 1977 à 1983. La rivalité a toujours été très forte, et parfois proche de la haine. La rivalité entre les deux clubs se rapproche aussi d'un antagonisme entre les « paysans » de Guingamp, « bourg » d'environ 8 000 habitants, et les « citadins » de Rennes, grande métropole bretonne. On a d'ailleurs pu voir une banderole à Guingamp à l'intention des rennais : " Bienvenue en Bretagne". On peut aussi voir dans ce duel Guingamp-Rennes une opposition politique entre deux présidents charismatiques opposés : Noël Le Graët, actuel président de la Fédération française de football, maire socialiste de Guingamp de 1995 à 2008 et président de l'En Avant de 1972 à 1991, puis de 2002 à 2011, et François Pinault, propriétaire du Stade rennais FC depuis 1998 et ami de Jacques Chirac.
En 2009, les deux clubs se croisent en finale de Coupe de France de football, remportée deux buts à un par Guingamp, dans un match suivi par plus de 80 000 spectateurs au Stade de France. Dans les tribunes, on a pu voir des banderoles « Rennes ou Guingamp, c'est la Bretagne qui gagne ».
Courant septembre 2016, les deux clubs bretons déposent le nom de Celtico à l'INPI pour désigner le derby.
| #  | Date              | Compétition                        | Lieu                         | Résultat       | Buteur(s) pour Rennes                                                   | Buteur(s) pour Guingamp                | Spectateurs | Réf.    |
| -- | ----------------- | ---------------------------------- | ---------------------------- | -------------- | ----------------------------------------------------------------------- | -------------------------------------- | ----------- | ------- |
| 1  | 1er octobre 1977  | Division 2 (8e journée)            | Stade Yves-Jaguin            | EAG 1 - 5 SRFC | ?                                                                       | ?                                      | ?           |         |
| 2  | 4 mars 1978       | Division 2 (24e journée)           | Stade de la route de Lorient | SRFC 2 - 0 EAG | ?                                                                       |                                        | ?           |         |
| 3  | 23 septembre 1978 | Division 2 (7e journée)            | Stade Yves-Jaguin            | EAG 2 - 0 SRFC |                                                                         | ?                                      | ?           |         |
| 4  | 17 février 1979   | Division 2 (23e journée)           | Stade de la route de Lorient | SRFC 0 - 0 EAG |                                                                         |                                        | ?           |         |
| 5  | 29 septembre 1979 | Division 2 (8e journée)            | Stade Yves-Jaguin            | EAG 2 - 2 SRFC | ?                                                                       | ?                                      | ?           |         |
| 6  | 16 février 1980   | Division 2 (24e journée)           | Stade de la route de Lorient | SRFC 4 - 1 EAG | ?                                                                       | ?                                      | ?           |         |
| 7  | 27 septembre 1980 | Division 2 (8e journée)            | Stade Yves-Jaguin            | EAG 0 - 2 SRFC | ?                                                                       |                                        | ?           |         |
| 8  | 21 février 1981   | Division 2 (24e journée)           | Stade de la route de Lorient | SRFC 0 - 0 EAG |                                                                         |                                        | ?           |         |
| 9  | 5 septembre 1981  | Division 2 (7e journée)            | Stade Yves-Jaguin            | EAG 0 - 1 SRFC | ?                                                                       |                                        | ?           |         |
| 10 | 10 janvier 1982   | Division 2 (23e journée)           | Stade de la route de Lorient | SRFC 2 - 1 EAG | ?                                                                       | ?                                      | ?           |         |
| 11 | 18 septembre 1982 | Division 2 (8e journée)            | Stade de la route de Lorient | SRFC 1 - 0 EAG | ?                                                                       |                                        | ?           |         |
| 12 | 19 février 1983   | Division 2 (24e journée)           | Stade Yves-Jaguin            | EAG 0 - 2 SRFC | ?                                                                       |                                        | ?           |         |
| 13 | 22 septembre 1984 | Division 2 (7e journée)            | Stade Yves-Jaguin            | EAG 0 - 3 SRFC | ?                                                                       |                                        | ?           |         |
| 14 | 16 février 1985   | Division 2 (22e journée)           | Stade de la route de Lorient | SRFC 1 - 0 EAG | ?                                                                       |                                        | ?           |         |
| 15 | 29 août 1987      | Division 2 (8e journée)            | Stade de la route de Lorient | SRFC 1 - 1 EAG | ?                                                                       | ?                                      | ?           |         |
| 16 | 27 février 1988   | Division 2 (24e journée)           | Stade Yves-Jaguin            | EAG 1 - 0 SRFC |                                                                         | ?                                      | ?           |         |
| 17 | 13 août 1988      | Division 2 (6e journée)            | Stade de la route de Lorient | SRFC 3 - 1 EAG | ?                                                                       | ?                                      | ?           |         |
| 18 | 10 novembre 1988  | Division 2 (22e journée)           | Stade Yves-Jaguin            | EAG 0 - 1 SRFC | ?                                                                       |                                        | ?           |         |
| 19 | 4 février 1989    | Coupe de France (8e tour)          | Stade Yves-Jaguin            | EAG 1 - 3 SRFC | Cano · Delamontagne · van den Boogaard                                  | ?                                      | ?           |         |
| 20 | 26 août 1989      | Division 2 (7e journée)            | Stade de la route de Lorient | SRFC 2 - 0 EAG | ?                                                                       |                                        | ?           |         |
| 21 | 10 février 1990   | Division 2 (23e journée)           | Stade de Roudourou           | EAG 0 - 1 SRFC | ?                                                                       |                                        | ?           |         |
| 22 | 22 août 1992      | Division 2 (3e journée)            | Stade de Roudourou           | EAG 1 - 1 SRFC | ?                                                                       | ?                                      | ?           |         |
| 23 | 9 janvier 1993    | Division 2 (19e journée)           | Stade de la route de Lorient | SRFC 3 - 0 EAG | ?                                                                       |                                        | ?           |         |
| 24 | 7 novembre 1995   | Division 1 (17e journée)           | Stade de la route de Lorient | SRFC 3 - 0 EAG | Grassi 43e 45e 61e                                                      |                                        | 14 732      | Rapport |
| 25 | 20 avril 1996     | Division 1 (35e journée)           | Stade de Roudourou           | EAG 0 - 0 SRFC |                                                                         |                                        | 15 949      | Rapport |
| 26 | 22 novembre 1996  | Division 1 (19e journée)           | Stade de Roudourou           | EAG 1 - 0 SRFC |                                                                         | Józwiak 26e                            | 10 651      | Rapport |
| 27 | 17 mai 1997       | Division 1 (37e journée)           | Stade de la route de Lorient | SRFC 1 - 1 EAG | Rekdal 20e                                                              | Wreh 80e                               | 14 262      | Rapport |
| 28 | 16 novembre 1997  | Division 1 (16e journée)           | Stade de Roudourou           | EAG 1 - 0 SRFC |                                                                         | Rouxel 70e                             | 17 000      | Rapport |
| 29 | 18 avril 1998     | Division 1 (32e journée)           | Stade de la route de Lorient | SRFC 1 - 2 EAG | Diawara 45e                                                             | Mihali 56e · Rouxel 77e                | 19 148      | Rapport |
| 30 | 29 octobre 2000   | Division 1 (13e journée)           | Stade de la route de Lorient | SRFC 1 - 2 EAG | Chapuis 50e                                                             | Fiorèse 32e 70e                        | 21 851      | Rapport |
| 31 | 19 janvier 2001   | Coupe de France (1/32 de finale)   | Stade de la route de Lorient | SRFC 2 - 1 EAG | Gourvennec 3e 32e                                                       | Bourdeau 5e                            | 14 793      | Rapport |
| 32 | 17 mars 2001      | Division 1 (29e journée)           | Stade de Roudourou           | EAG 1 - 6 SRFC | Delaye 10e 55e · Lucas 15e · Echouafni 34e · Chapuis 66e · Arribagé 80e | Fiorèse 48e                            | 17 692      | Rapport |
| 33 | 13 octobre 2001   | Division 1 (10e journée)           | Stade de la route de Lorient | SRFC 2 - 1 EAG | Le Roux 23e · Lucas 69e                                                 | Fiorèse 79e                            | 17 821      | Rapport |
| 34 | 16 février 2002   | Division 1 (26e journée)           | Stade de Roudourou           | EAG 1 - 1 SRFC | Le Roux 75e (pen.)                                                      | Bardon 31e                             | 12 802      | Rapport |
| 35 | 17 août 2002      | Ligue 1 (3e journée)               | Stade de Roudourou           | EAG 3 - 0 SRFC |                                                                         | Malouda 83e 86e · Le Roux 63e          | 17 522      | Rapport |
| 36 | 11 janvier 2003   | Ligue 1 (21e journée)              | Stade de la route de Lorient | SRFC 2 - 1 EAG | Michel 14e (csc) · Arribagé 83e                                         | Carnot 89e                             | 23 572      | Rapport |
| 37 | 23 août 2003      | Ligue 1 (4e journée)               | Stade de la route de Lorient | SRFC 0 - 0 EAG |                                                                         |                                        | 18 428      | Rapport |
| 38 | 31 janvier 2004   | Ligue 1 (22e journée)              | Stade de Roudourou           | EAG 0 - 2 SRFC | Arribagé 70e · Barbosa 79e                                              |                                        | 15 723      | Rapport |
| 39 | 9 mai 2009        | Coupe de France (Finale)           | Stade de France              | SRFC 1 - 2 EAG | Bocanegra 69e                                                           | Eduardo 72e 83e                        | 80 056      | Rapport |
| 40 | 22 septembre 2010 | Coupe de la Ligue (1/16 de finale) | Stade de Roudourou           | EAG 3 - 1 SRFC | Kembo-Ekoko 9e                                                          | Knockaert 25e · Soly 59e · Diallo 84e  | 7 828       | Rapport |
| 41 | 5 octobre 2013    | Ligue 1 (9e journée)               | Stade de Roudourou           | EAG 2 - 0 SRFC |                                                                         | Sorbon 47e · Yatabaré 69e              | 16 779      | Rapport |
| 42 | 1er mars 2014     | Ligue 1 (27e journée)              | Stade de la route de Lorient | SRFC 0 - 2 EAG |                                                                         | Giresse 39e · Yatabaré 90+4e (pen.)    | 28 831      | Rapport |
| 43 | 3 mai 2014        | Coupe de France (Finale)           | Stade de France              | SRFC 0 - 2 EAG |                                                                         | Pereira 37e · Yatabaré 46e             | 80 000      | Rapport |
| 44 | 22 novembre 2014  | Ligue 1 (14e journée)              | Stade de Roudourou           | EAG 0 - 1 SRFC | Ntep 36e                                                                |                                        | 16 501      | Rapport |
| 45 | 12 avril 2015     | Ligue 1 (32e journée)              | Stade de la route de Lorient | SRFC 1 - 0 EAG | Toivonen 80e                                                            |                                        | 27 193      | Rapport |
| 46 | 19 décembre 2015  | Ligue 1 (19e journée)              | Stade de Roudourou           | EAG 0 - 2 SRFC | Dembélé 63e · Sio 77e                                                   |                                        | 16 196      | Rapport |
| 47 | 17 avril 2016     | Ligue 1 (34e journée)              | Roazhon Park                 | SRFC 0 - 3 EAG |                                                                         | Diallo 63e · Briand 73e · Sankharé 77e | 29 068      | Rapport |
| 48 | 30 septembre 2016 | Ligue 1 (8e journée)               | Roazhon Park                 | SRFC 1 - 0 EAG | Diakhaby 90+2e                                                          |                                        | 26 118      | Rapport |
| 49 | 21 janvier 2017   | Ligue 1 (21e journée)              | Stade de Roudourou           | EAG 1 - 1 SRFC | Gourcuff 46e                                                            | Diallo 39e                             | 16 028      | Rapport |
| 50 | 14 octobre 2017   | Ligue 1 (9e journée)               | Stade de Roudourou           | EAG 2 - 0 SRFC |                                                                         | Diallo 57e · Briand 89e                | 15 902      | Rapport |
| 51 | 4 février 2018    | Ligue 1 (24e journée)              | Roazhon Park                 | SRFC 0 - 1 EAG |                                                                         | Ngbakoto 90+2e                         | 28 705      | Rapport |
| 52 | 16 janvier 2019   | Ligue 1 (18e journée)              | Stade de Roudourou           | EAG 2 - 1 SRFC | Niang 86e                                                               | Eboa Eboa 40e · Deaux 59e              | 14 179      | Rapport |
| 53 | 12 mai 2019       | Ligue 1 (36e journée)              | Roazhon Park                 | SRFC 1 - 1 EAG | Sarr 15e                                                                | Mendy 87e                              | 26 119      | Rapport |
| 54 | 7 janvier 2024    | Coupe de France (1/32 de finale)   | Stade de Roudourou           | EAG 0 - 2 SRFC | Kalimuendo 44e 57e                                                      |                                        | 16 822      | Rapport |

Bilan
|                   | Matchs | Victoires de Rennes | Matchs nuls | Victoires de Guingamp | Buts pour Rennes | Buts pour Guingamp |
| ----------------- | ------ | ------------------- | ----------- | --------------------- | ---------------- | ------------------ |
| Ligue 1           | 13     | 5                   | 3           | 5                     | 13               | 14                 |
| Ligue 2           | 11     | 8                   | 3           | 0                     | 19               | 4                  |
| Coupe de France   | 1      | 1                   | 0           | 0                     | 2                | 1                  |
| Coupe de la Ligue | 0      | 0                   | 0           | 0                     | 0                | 0                  |
| Total             | 25     | 14                  | 6           | 5                     | 34               | 19                 |

|                   | Matchs | Victoires de Guingamp | Matchs nuls | Victoires de Rennes | Buts pour Guingamp | Buts pour Rennes |
| ----------------- | ------ | --------------------- | ----------- | ------------------- | ------------------ | ---------------- |
| Ligue 1           | 13     | 6                     | 3           | 4                   | 14                 | 14               |
| Ligue 2           | 11     | 2                     | 2           | 7                   | 7                  | 18               |
| Coupe de France   | 2      | 0                     | 0           | 2                   | 1                  | 5                |
| Coupe de la Ligue | 1      | 1                     | 0           | 0                   | 3                  | 1                |
| Total             | 27     | 9                     | 5           | 13                  | 25                 | 38               |

|                 | Matchs | Victoires de Guingamp | Matchs nuls | Victoires de Rennes | Buts pour Guingamp | Buts pour Rennes |
| --------------- | ------ | --------------------- | ----------- | ------------------- | ------------------ | ---------------- |
| Coupe de France | 2      | 2                     | 0           | 0                   | 4                  | 1                |
| Total           | 2      | 2                     | 0           | 0                   | 4                  | 1                |

|                   | Matchs | Victoires de Rennes | Matchs nuls | Victoires de Guingamp | Buts pour Rennes | Buts pour Guingamp |
| ----------------- | ------ | ------------------- | ----------- | --------------------- | ---------------- | ------------------ |
| Ligue 1           | 26     | 9                   | 6           | 11                    | 27               | 28                 |
| Ligue 2           | 22     | 15                  | 5           | 2                     | 37               | 11                 |
| Coupe de France   | 5      | 3                   | 0           | 2                     | 8                | 6                  |
| Coupe de la Ligue | 1      | 0                   | 0           | 1                     | 1                | 3                  |
| Total             | 54     | 27                  | 11          | 15                    | 73               | 48                 |

### Rivalité entre Brest et Guingamp
La rivalité entre Brest et Guingamp est particulièrement virulente. La rivalité date de 1991, lorsque Brest est mis en liquidation judiciaire. Les supporters brestois pensent alors que Noël Le Graët, alors président de la Ligue nationale de football, a abusé de son pouvoir pour réduire à néant la concurrence bretonne opposée à l'En Avant de Guingamp, club qu'il présidait depuis vingt ans. Ces mêmes supporters pensent qu'il a aussi forcé le sort du Stade briochin, club de Saint-Brieuc. Par ailleurs, le 30 novembre 1991, lors du match Guingamp-Brest, les supporters brestois ont envahi la pelouse du stade en signe de protestation contre la décision de la Ligue.
Les supporters sont souvent particulièrement excités lors des rencontres entre les deux clubs, qui vont jusqu'à demander une protection aux policiers ou aux CRS, qui viennent en masse. Le 18 septembre 2009, à l'occasion d'un match Brest-Guingamp, une dizaine de supporters guingampais et une vingtaine de supporters brestois se sont battus très violemment.
De nos jours, et notamment en 2009-2010, le derby avait pour objectif la suprématie régionale, obtenue cette saison par Brest.
| Saison    | Championnat  | Rencontre      | Rés. | Date              | Buteur(s) pour Brest            | Buteur(s) pour Guingamp           | Spectateurs |
| --------- | ------------ | -------------- | ---- | ----------------- | ------------------------------- | --------------------------------- | ----------- |
| 2005-2006 | Ligue 2      | Guingamp-Brest | 1-0  | 17 mars 2006      | -                               | Caggiano (78e)                    | nc          |
| 2006-2007 | Ligue 2      | Guingamp-Brest | 1-1  | 18 septembre 2006 | Martini (54e SP)                | De Carvalho (15e)                 | nc          |
| 2006-2007 | Ligue 2      | Brest-Guingamp | 2-3  | 23 février 2007   | Liabeuf (33e), Socrier (35e SP) | Rivière (64e), Shereni (70e, 84e) | nc          |
| 2007-2008 | Ligue 2      | Guingamp-Brest | 1-0  | 26 octobre 2007   | -                               | Savinaud (46e)                    | nc          |
| 2007-2008 | Ligue 2      | Brest-Guingamp | 1-1  | 4 avril 2008      | Le Gall (73e)                   | Pelé (22e)                        | nc          |
| 2008-2009 | Ligue 2      | Brest-Guingamp | 1-1  | 9 janvier 2009    | Ferradj (90e SP)                | Eduardo (44e SP)                  | nc          |
| 2008-2009 | Ligue 2      | Guingamp-Brest | 2-0  | 22 mai 2009       | -                               | Eduardo (21e), Silva Alves (68e)  | nc          |
| 2009-2010 | Ligue 2      | Brest-Guingamp | 2-0  | 18 septembre 2009 | Lesoimier (53e), Roux (78e)     | -                                 | nc          |
| 2009-2010 | Ligue 2      | Guingamp-Brest | 1-1  | 21 février 2010   | -                               | -                                 | nc          |
| 2010-2011 | Match amical | Brest-Guingamp | 0-1  | 24 juillet 2010   | -                               | Soly (72e)                        | nc          |

### Rivalité entre Saint-Brieuc et Guingamp
Les clubs de Saint-Brieuc et de Guingamp ont rarement eu l'opportunité de s'affronter sur le terrain mais il existe malgré tout une rivalité entre les deux clubs. En dehors de la suprématie départementale, la liquidation judiciaire du club briochin en mars 1997, alors que Noël Le Graët, le président historique de l'En Avant Guingamp, est président de la fédération, a pu laisser penser aux supporters briochin que ce dernier a abusé de son pouvoir pour assoir la suprématie de son club.

### Rivalité entre Lorient et Brest
Depuis le milieu des années 2000 et un vol de bâche Ultras Brestois 90 par les Merlus Ultras, les supporters se détestent. La saison 2010-2011 voit le Stade brestois monter en L1 jusqu'à sa relégation au cours de la saison 2012-2013. Les deux équipes se retrouvent en Ligue 2 le 18 novembre 2017 au Moustoir, dans un derby qui marquera l'apogée des tensions entre les Lorientais et les Brestois (le match sera remporté 4-2 par le FCL).

### Rivalités au niveau amateur

#### Derby pontivyen
La ville de Pontivy possède deux clubs évoluant en N3 et s'affrontant régulièrement, la GSI Pontivy et le Stade Pontivyen. La rivalité entre les deux clubs est saine[pas clair] mais les rencontres entre les deux clubs sont toujours très attendues et la rivalité est omniprésente.

#### Derby de Vitré
La rivalité entre l'AS Vitré et La Vitréenne football club existe depuis 1973 et la création de ce dernier. Club historique de la ville, l'AS Vitré a dû partager le stade municipal avec son voisin. En 2007, la rivalité monte d'un cran, quand La Vitréenne rejoint l'AS Vitré en 4e division. Le stade municipal accueille plus de 1500 spectateurs lors des derbys vitréens. À la suite de plusieurs relégations de La Vitréenne FC, la rivalité est mise à mal. Pourtant, les deux clubs se retrouvent en Coupe de France en 2023 mais la différence de niveau a quasiment mis un terme à la rivalité. La rencontre s'achève ainsi par une qualification de l'AS Vitré, leader de groupe de National 3, sur le score de 9-0 sur son ancien concurrent, alors en Régional 3.

#### Rivalité entre Fougères et Vitré
Ce n'est qu'en 2020 que l'US Fougères et l'AS Vitré se retrouvent pour la première fois en championnat, Coupe de France exceptée. Pourtant, ce match entre les clubs de ces deux villes « concurrente[s] territoriale[s] » est d'emblée qualifié de derby « bouillonnant »,. Lors des saisons 2022-2023 et 2023-2024, se multiplient les rencontres accrochées aux scénarios « rocambolesques », à l'image, le 10 février 2024, d'une victoire 4-1 de Fougères sur son concurrent, alors leader de groupe, grâce à quatre buts consécutifs en deuxième mi-temps.
|            | Matchs | Victoires de Vitré | Matchs nuls | Victoires de Fougères | Buts pour Vitré | Buts pour Fougères |
| ---------- | ------ | ------------------ | ----------- | --------------------- | --------------- | ------------------ |
| National 3 | 5      | 2                  | 1           | 2                     | 5               | 9                  |

#### Penmarc'h - Le Guilvinec
En 1970, cette rivalité a été le théâtre du "match du siècle" en pays Bigouden. A l'occasion d'un match pour la première place en PH et la montée en division supérieur, 4 000 spectateurs ont assisté à la victoire 4-3 des Cormorans de Penmarc'h contre les Crabes du Guilvinec alors qu'ils étaient menés 3-0. Cette rivalité s'étendait au domaine maritime entre les pêcheurs des deux villes.

#### Derby Brestois
Le Stade Brestois a été formé en 1950 après la fusion de plusieurs patronages catholiques dans le but de supplanter le club laïque de la ville, l'AS Brestoise. De 1958 à 1967, les deux clubs évoluent ensemble en 4e division et les rencontres attirent jusqu'à 13000 spectateurs soit plus que beaucoup de matchs de première division. Cette rivalité a fait l'objet d'une exposition en 2024 à la médiathèque des Capucins.

## Palmarès
| Équipe            | Ligue 1 | Ligue 2 | National | Coupe de France | Challenge/Trophée des champions | Total |
| ----------------- | ------- | ------- | -------- | --------------- | ------------------------------- | ----- |
| Stade brestois 29 | 0       | 1       | 0        | 0               | 0                               | 1     |
| FC Lorient        | 0       | 1       | 1        | 1               | 0                               | 3     |
| FC Nantes         | 8       | 0       | 0        | 4               | 3                               | 15    |
| Stade rennais FC  | 0       | 2       | 0        | 3               | 1                               | 6     |
| EA Guingamp       | 0       | 0       | 0        | 2               | 0                               | 2     |
| US Concarneau     | 0       | 0       | 1        | 0               | 0                               | 1     |
| Total             | 8       | 4       | 2        | 10              | 4                               | 28    |